# Egr-1

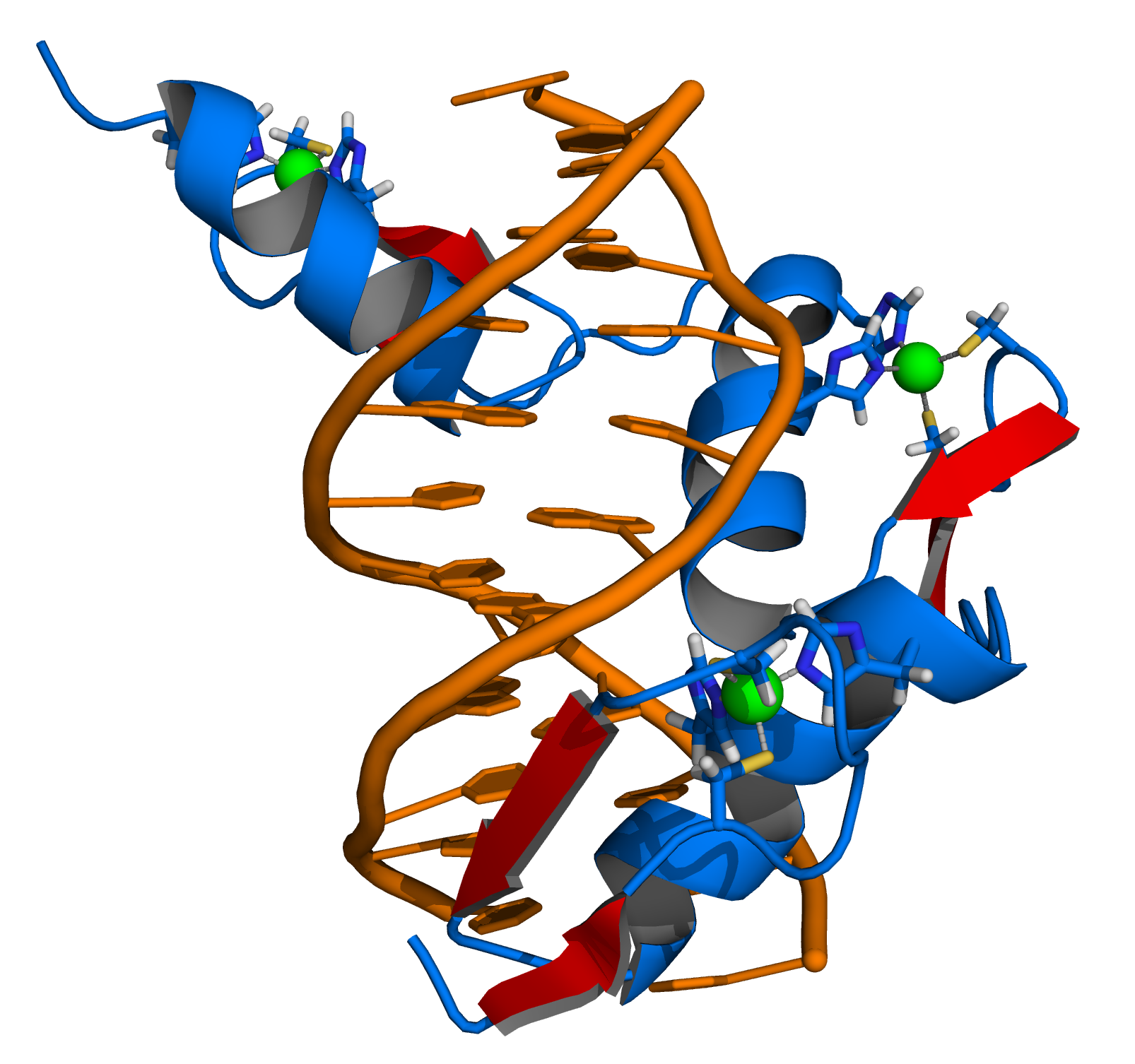

La proteína de respuesta de crecimiento temprano 1 (EGR-1 en inglés) también conocida como Zif268 o NGFI-A es una proteína que en los humanos está codificada por el gen EGR1.

La proteína EGR-1 es un factor de transcripción de mamíferos. También se denominado  Krox-24, TIS8 y ZENK. Fue descubierto originalmente en ratones en los cuales se conoce como Egr-1. 
La proteína codificada por el gen EGR-1 pertenece a la familia EGR de proteínas de dedo de zinc tipo Cys2 His2. Es una proteína nuclear y funciona como un regulador transcripcional. Los productos de genes diana que activa son necesarios para la diferenciación y la mitogénesis. Los estudios sugieren que este es un "gen supresor tumoral".
La Egr-1 tiene un patrón distinto de expresión en el cerebro, y se ha demostrado que su inducción está asociada con la actividad neuronal. Varios estudios sugieren que tiene un papel en la plasticidad neuronal.
EGR-1 es un factor de transcripción importante en la formación de la memoria . Tiene un papel esencial en la reprogramación epigenética de las neuronas cerebrales . EGR-1 recluta la proteína TET1 que inicia una vía de desmetilación del ADN .  Eliminar las marcas de metilación del ADN permite la activación de genes posteriores. EGR-1, junto con TET1, se emplea en la programación de la distribución de sitios de metilación en el ADN del cerebro durante el desarrollo del cerebro, en el aprendizaje y en la plasticidad neuronal a largo plazo.